# Domingo Del Monte y Aponte
Domingo Del Monte y Aponte   (Maracaibo, 4 d'agost de 1804 - Madrid, 4 de novembre de 1853) va ser un escriptor, advocat, mecenes de les arts i crític literari, conegut principalment per contribuir a la literatura cubana i defensar l'educació pública a tot el país.

## Biografia
Nascut a Maracaibo, Veneçuela d'una família benestant, els seus pares eren Leonardo del Monte y Medrano, ajudant i tinent del governador d'aquella ciutat natural de Santo Domingo, i Rosa Aponte y Sánchez, filla i hereva d'un conegut i influent plantador.
Del Monte va assistir a l'escola preescolar mentre vivia a Veneçuela, abans que els seus pares es traslladessin a la República Dominicana, i després a Cuba el 1810. Uns anys més tard, quan Del Monte tenia dotze anys, els seus pares el van matricular al Seminari de San Carlos, un col·legi catòlic de Leonardo Gamboa a la ciutat de l'Havana. Va completar els estudis a la Universitat de l'Havana i just després de graduar-se, cap a la dècada de 1820, va tenir una notable influència com a associat d'un destacat advocat de l'Havana, que poc després va finançar un viatge per Europa i els Estats Units per al jove Del Monte.Després de passar per Madrid, tornant a Cuba el 1829.
El 1830 va ingressar a la Societat Econòmica, on va desplegar tota la seva activitat i de la que més endavant fou president. El mateix any va ser nomenat inspector de les escoles als barris de Santa Teresa, Santa Clara i Esperit Sant, de l'Havana, havent-se donat a conèixer ja llavors avantatjosament com a literat, per la seva assídua col·laboració en els diaris de l'Illa, tals com El Plantel, La Moda, El Puntero, El Diario de la Habana, El Aguinaldo, La Aurora de Matanzas, etc.
L'abril de 1834, Del Monte es va casar amb Rosa Aldama. El pare de la núvia era Domingo de Aldama y Arechaga, classificat com el dotzè cubà més ric en una enquesta de 1836.
Nomenat secretari de l'Acadèmia literària que s'havia d'establir a l'Havana, el general Tacón, aleshores capità general de Cuba, en va prohibir el funcionament malgrat estar aprovats els estatuts a Madrid. Aquell incident li va donar motiu per redactar la seva Exposición de las tareas en que se ha ocupado la Sección de Educación de la Real Sociedad Patriótica en el bienio de 31 a 32, que és una mostra de sencera integritat del seu caràcter.
Generós protector de la joventut literària, cubana, va treballar incessantment per la conservació de la puresa de la parla castellana, i de 1830 a 1840 la seva casa fou una mena d'acadèmia literària, on es reunien les més altes personalitats. Quan el 1842 es va fer la reforma dels estudis universitaris se li va oferir la càtedra d'humanitats, que no va voler acceptar. El 1844 va embarcar de nou per a Europa, i trobant-se a França es va rebre un manament de presó contra ell, a causa de les seves constants campanyes en pro de l'abolició de l'esclavitud, però en va ser absolt el 1846. Després d'haver recorregut els principals països d'Europa, va fixar la residència a Madrid. El 1848 va fer un curt viatge a París i, en tornar a la capital d'Espanya, va ser perseguit a causa dels successos de 1852.
Entre les seves millors poesies hi figuren els Romances cubanos, que foren publicats a la col·lecció de Rimas americanas, sent igualment de notar la seva Epístola a Elizio, les odes El desencanto, Su voz, El himno del navegante i El poeta, la lletra Una ilusión, la cantilena A las brisas i la sàtira La Rábula.
Va treballar en un Diccionario de voces cubanas, que restà inèdit, així com en una Bibliografía cubana i un Teatro de la isla Fernandina. També va publicar una edició dels Versos de J. Nicasio Gallego (Filadèlfia, 1829).